# Плана (Грчка)
Плана (грч. Πλανά) је насељено место у општини Полигирос у периферији Средишња Македонија, Грчка. Према попису из 2021. године било је 157 становника.
На попису из 1920. године у Плани је живело 142 Грка.